# Stanisław Warszycki (1599–1681)
Stanisław Warszycki herbu Abdank (ur. 1599, zm. 25 stycznia 1681) – właściciel dóbr Sencygniowa, pan na Dankowie, senator i wojewoda mazowiecki (1630–1651), kasztelan krakowski od 1651, miecznik łęczycki, marszałek Trybunału Głównego Koronnego w 1662 roku, starosta piotrkowski.

## Życiorys
Syn Andrzeja Warszyckiego herbu Abdank, podkomorzego sieradzkiego, i Katarzyny z Rokszyckich. Wnuk Macieja i Anny z Romiszewskich Warszyckich. Bratanek wojewody podlaskiego Stanisława Warszyckiego.
Studiował na Uniwersytecie w Ingolstadt w 1620 roku i Uniwersytecie w Bolonii w 1626 roku. Za czasów panowania króla Zygmunta III Wazy został senatorem. Od roku 1630 był wojewodą mazowieckim.
Jego pierwszą żoną była Izabela Przerębska (Przerembska), córka Maksymiliana i Zofii z Ostrorogów. W 1631 lub 1632 roku ożenił się po raz drugi z Heleną Wiśniowiecką, córką Konstantego Wiśniowieckiego, która w posagu wniosła mu wielki majątek w skład, którego wchodziły Pilica, Mrzygłód, Kazimierza i 39 wsi. Z tego małżeństwa urodzili się syn Jan Kazimierz oraz córki Teresa i Helena. Helena z Wiśniowieckich zmarła w Pilicy 10 marca 1660 roku. Po jej śmierci Stanisław Warszycki ożenił się po raz trzeci ze znacznie od siebie młodszą Teodorą Bełżecką, córką Mikołaja Bartłomieja Bełżeckiego.

## Działalność
Stanisław Warszycki był elektorem Władysława IV Wazy z ziemi czerskiej w 1632 roku, podpisał jego pacta conventa. Był członkiem konfederacji generalnej zawiązanej 31 lipca 1648 roku. Był elektorem Jana II Kazimierza w 1648 roku z ziemi czerskiej, podpisał jego pacta conventa. 
Był deputatem świeckim na Trybunał Główny Koronny z ziemi wieluńskiej w 1639/1640 roku.
W 1650 roku ufortyfikował swoją wieś Danków: otoczył ją wałami i murami z bastionami oraz zbudował fosy napełnione wodą z pobliskiej Liswarty, w wyniku czego nawet Szwedzi nie mogli zdobyć tej twierdzy podczas Potopu. Podobne prace fortyfikacyjne przeprowadził na zamku w Pilicy około 1650 roku.
Gdy w czasie „potopu” Szwedzi zajęli należącą do Warszyckiego twierdzę bastionową w Pilicy i osadzili w nim załogę pod dowództwem Lindorna, Warszycki odzyskał zamek. Potem również odpędził Szwedów spod Dankowa oraz wyparł załogę szwedzką z zamku w Krzepicach. Uczestniczył również w obronie oblężonej Jasnej Góry, dla której m.in. dostarczył 12 dział i stado bydła. Warszycki walczył ze Szwedami głównie w Księstwie Siewierskim. Wykorzystał to oberlejtnant i arianin Orzechowski, który zaatakował dobra Warszyckiego. Zaciężni żołdacy Orzechowskiego pokonali kasztelana, za co Warszycki pozwał Orzechowskiego przed trybunał, który skazał buntownika na karę śmierci. Orzechowski próbował wpłynąć na decyzję trybunału poprzez uruchomienie swoich wpływów u króla i królowej. Warszycki chciał odstąpić od domagania się wykonania wyroku tylko wówczas, gdy Orzechowski wyrzeknie się arianizmu. Skazany nie zgodził się jednak na tę propozycję, i został rozstrzelany na zamku.
Stanisław Warszycki na zamku w Dankowie gościł m.in. króla Jana Kazimierza, królową Marię Ludwikę, Stefana Czarnieckiego i senatorów.
W czasie gdy miał miejsce Rokosz Lubomirskiego opowiedział się przeciwko królowi Janowi Kazimierzowi. Był jednym z dowódców sandomierskiego pospolitego ruszenia, wodzem szlachty krakowskiej w bitwie pod Mątwami w roku 1666, gdzie dowodzone przez niego oddziały w składzie wojsk księcia Lubomirskiego pobiły w polu wojska królewskie Jana Kazimierza. Był członkiem konfederacji generalnej zawiązanej 5 listopada 1668 roku na sejmie konwokacyjnym. Był członkiem konfederacji gołąbskiej w 1672 roku.
Po abdykacji Jana II Kazimierza w 1668 roku, popierał kandydaturę do polskiej korony palatyna reńskiego Filipa Wilhelma. Był elektorem Michała Korybuta Wiśniowieckiego w 1669 roku z województwa krakowskiego. Był deputatem z Senatu do Rady Wojennej przy królu w 1673 roku. Elektor Jana III Sobieskiego z województwa krakowskiego w 1674 roku.
W 1669 roku nabył od Mikołaja Firleja za dopłatą 267 tys. zł wsie i dominia Ogrodzieniec, Bydlin, Włodowice, Kromołów, Zawiercie, wraz z górami srebrnymi obok Olkusza. Warszycki po uzyskaniu zamku Ogrodzieniec częściowo odbudował go (w latach 1669–1680) ze zniszczeń po Potopie Szwedzkim, podobnie jak miasta i wsie należące do jego posiadłości. W swych majątkach zakładał stawy, kanały, rozwijał w swych włościach tkactwo, garncarstwo, budował cegielnie i popierał handel. Prowadzono przeciwko niemu dużo spraw kryminalnych, m.in. o zabójstwo szlachcianki Magdaleny Konopańskiej. Gdy zachorował, z Radomia przeniesiono go na noszach do Pilicy.
Dzięki staraniom Stanisława Warszyckiego, dobra ogrodzienieckie zostały zespolone z włościami Warszyckich. W rękach rodziny pozostały do 1697.
Epitafia Warszyckiego i jego żony, Heleny z Wiśniowieckich, znajdują się na Jasnej Górze. Była to jedyna kobieta pochowana w klasztorze na ścianie bazylikowej.
Bogactwa zgromadzone w piwnicach zamku w Dankowie powodowały, że Warszycki miał również wielu zazdrosnych przeciwników, którzy uważali, że twierdzę zbudował przy pomocy diabła i za życia został przez niego porwany do piekła.
W kulturze ludowej Warszycki był uosobienie diabła. Krąży o nim taka oto legenda:
Stanisław Warszycki, był człowiekiem zamożnym, ale złego charakteru. Srogi i nielitościwy był zarówno dla służby, jak i dla swoich kolejnych żon. Jedną ponoć za niewierność żywcem zamurował i wysadził tę część zamku, inną chłostał publicznie. Dopóki... nie spotkał swojej Heleny i nie został pantoflarzem. Jednak na starość co złe, to wróciło. Obiecawszy swej córce Barbarze część swego ogromnego majątku jako posag, nie podarował jej nic. Bo chciwy był. Podobno do dziś pilnuje swoich skarbów, których dotąd nikt nie odnalazł. Podczas księżycowych nocy pojawia się pod postacią czarnego psa, obwiązanego brzęczącym łańcuchem, pilnującego dostępu do swoich kosztowności.
Ulryk von Werdum podróżujący po Polsce w latach 1670–1672 opowiedział o nim taką anegdotę:
„Kiedy polskim sposobem kazał chłopów kłaść na brzuch na ziemię i bić ich niemiłosiernie patykami grubymi jak ręka po gołym ciele, stawał zawsze dla przyjemności tuż obok, licząc baty, na które ich skazał. Kiedy zaś liczba zbliżała się prawie do końca, udawał, jakoby się w liczbie omylił, kazał więc na nowo od początku zaczynać i tym sposobem bił czasami ludzi pół na śmierć. Przytem jeszcze szydził z nich, napominając stojących naokół, aby mu pomogli prosić Pana Boga za tymi biednymi ludźmi, aby im dał cierpliwość do stałego wytrzymania kary, równie dobrze obmyślanej jak koniecznie potrzebnej, aby ich poprawić.”

## Pałace i zamki

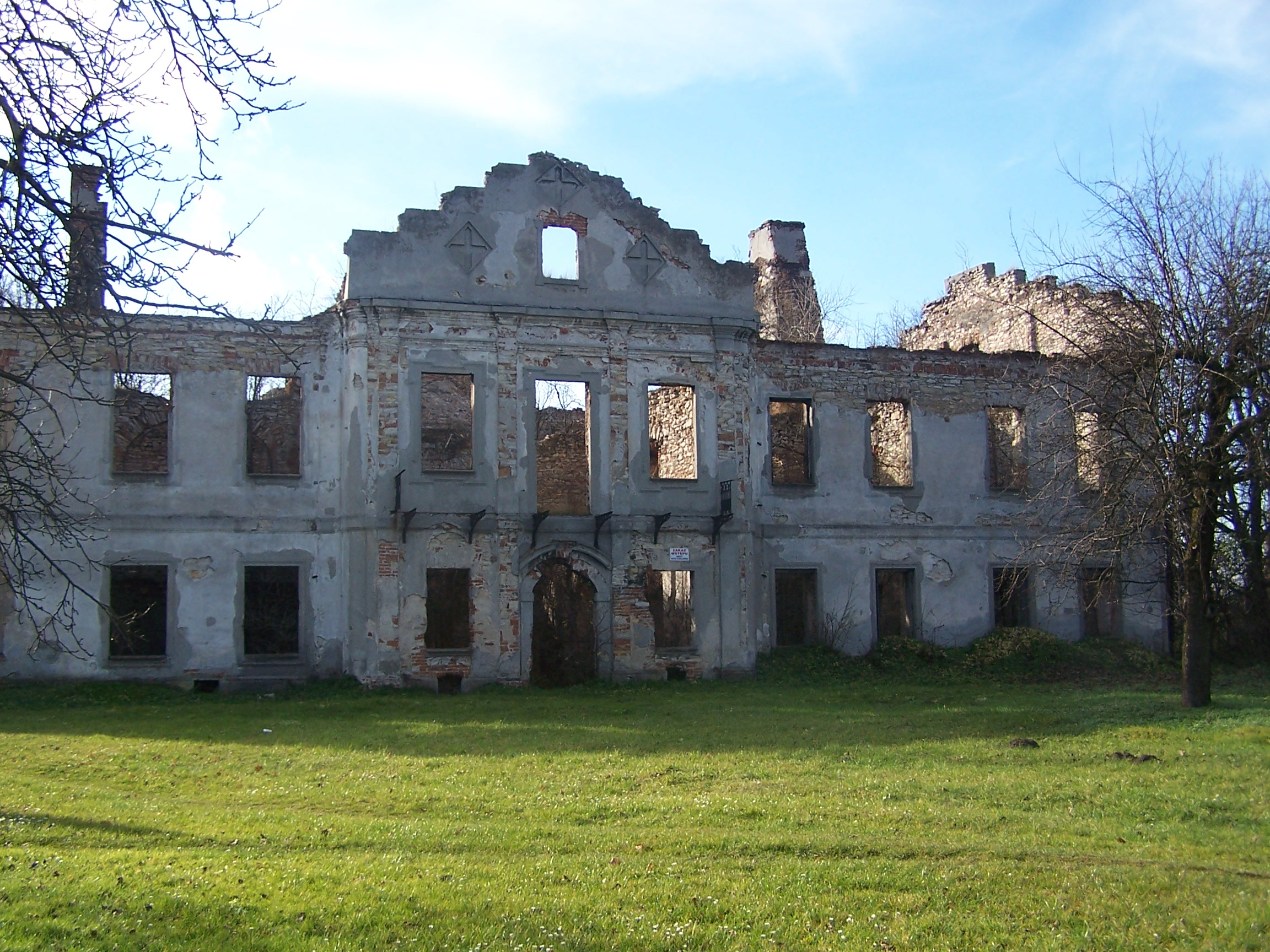
Ruiny pałacu we Włodowicach
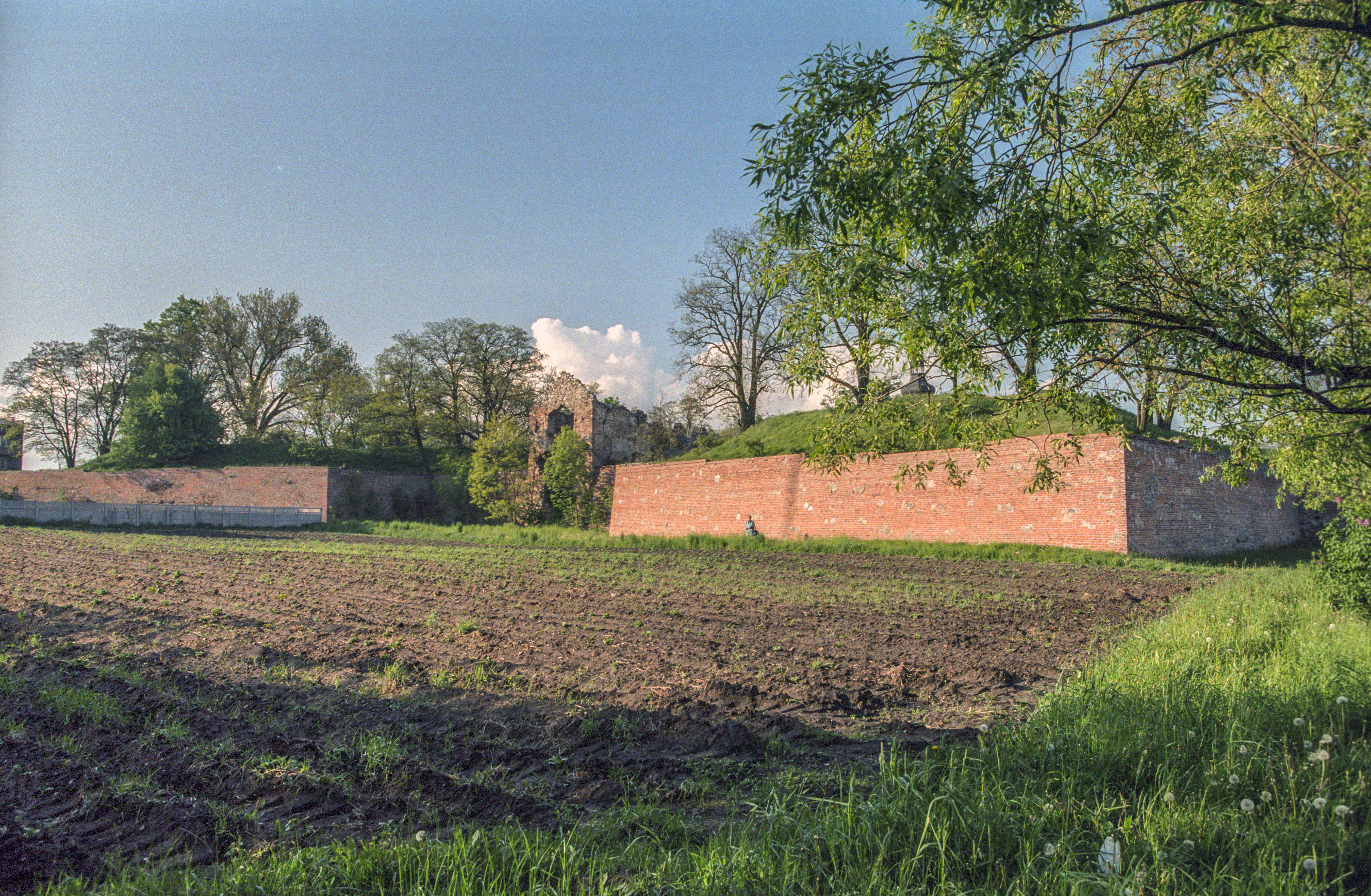
Ruiny bastionów zamkowych z ok. 1650 r. w Dankowie
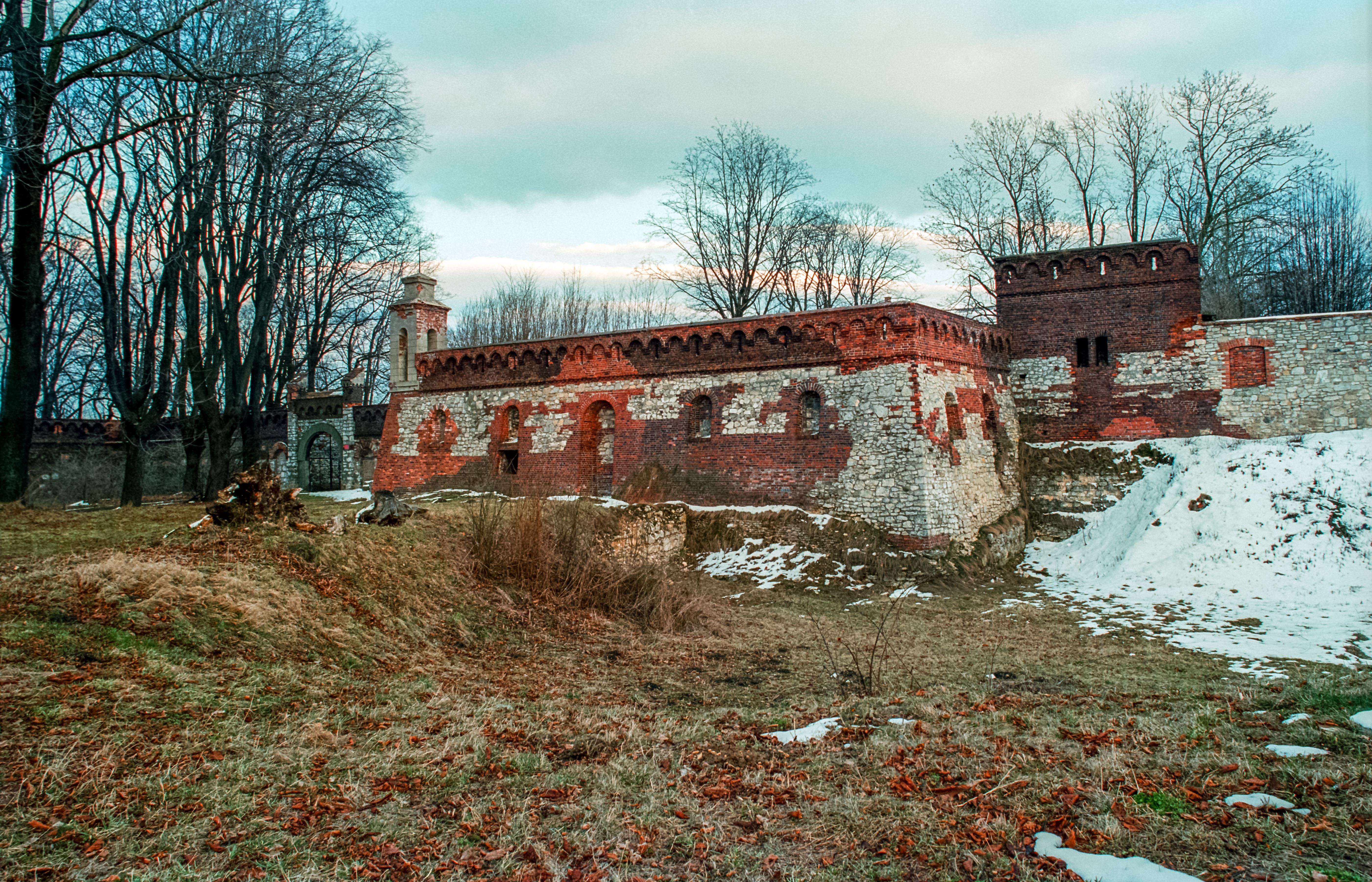
Bastiony zamkowe zbudowane przez Warszyckiego ok. 1651 r. w Pilicy
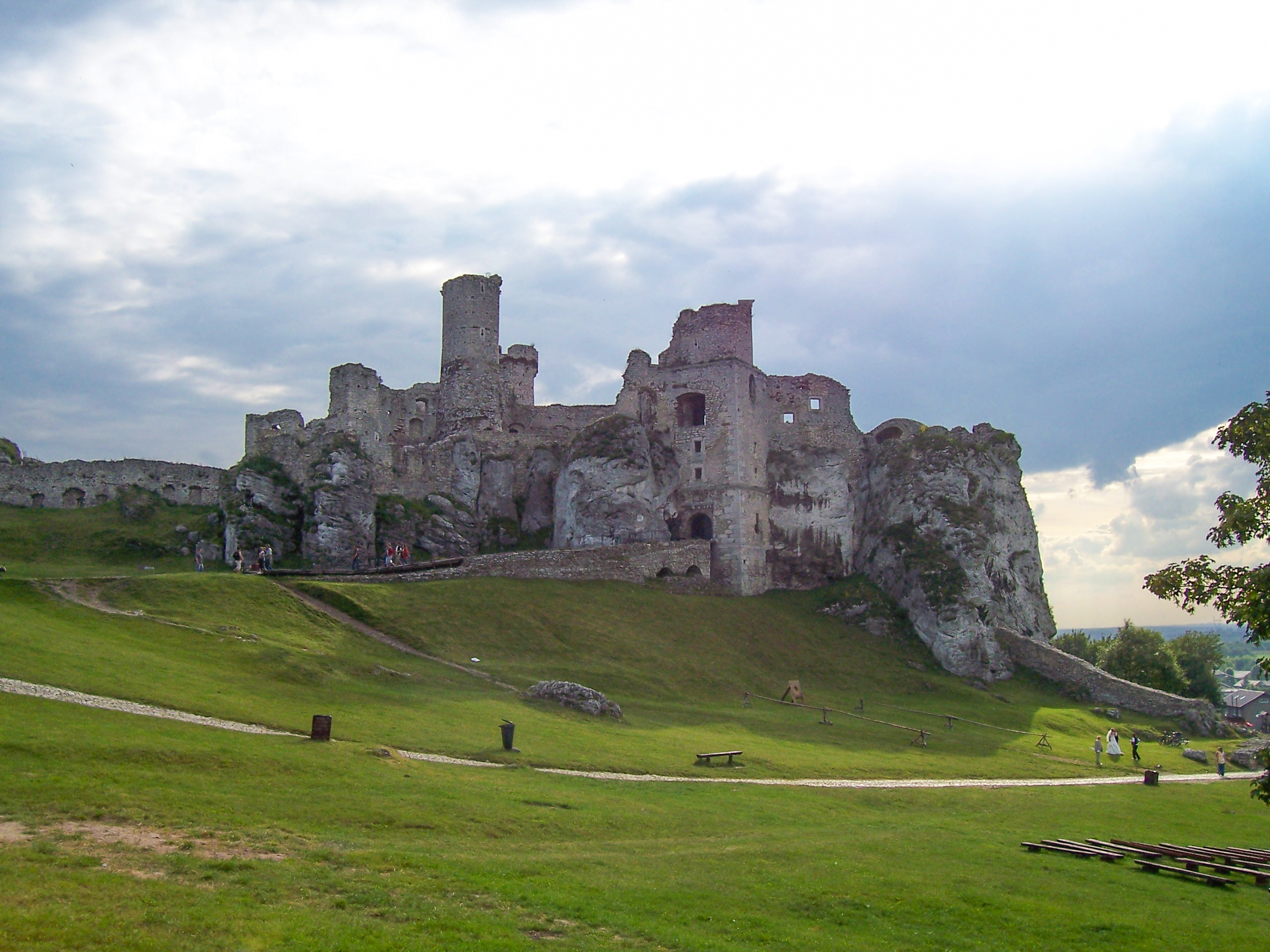
Zamek Ogrodzieniec, własność Warszyckiego od 1669 r.
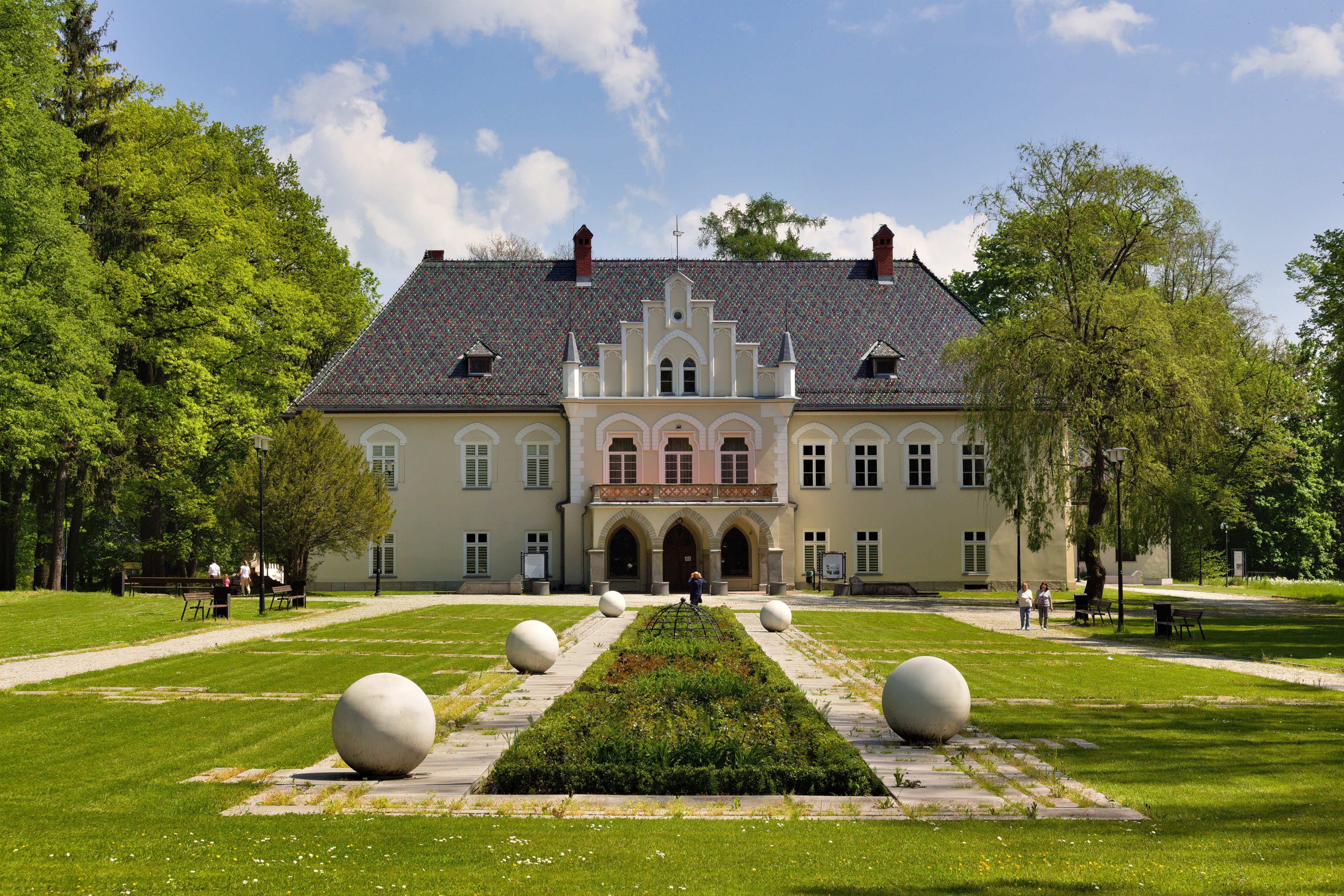
Dwór w Łodygowicach

Inne siedziby:
- Dwór w Kromołowie (nie istnieje)